# Stimmkreis München-Mitte

Stimmkreise in München (seit 2018)

Der Stimmkreis München-Mitte (Stimmkreis 109) ist ein bayerischer Stimmkreis, der zur Landtagswahl 2018 neu gebildet wurde. Grund dafür waren die deutlich gestiegenen Bevölkerungszahlen in München.
Die Zuschneidung dieses Wahlkreises wird als ein Beispiel für Gerrymandering in Deutschland gesehen, weil hier die Hochburgen von Grünen und SPD gebündelt und so die Chancen für die CSU in den angrenzenden Münchner Stimmkreisen erhöht werden.
Er ist einer der neun Stimmkreise der Stadt München im Wahlkreis Oberbayern für Wahlen zum Bayerischen Landtag und zum Bezirkstag Oberbayern. Er umfasst zur Landtagswahl 2023 die Stadtbezirke 2 (Ludwigsvorstadt-Isarvorstadt), 8 (Schwanthalerhöhe) und 5 (Au-Haidhausen), ohne die Stadtbezirksviertel 5.11, 5.12, 5.21 und 5.22, sowie aus dem Bezirk 18 (Untergiesing-Harlaching) die Stadtbezirksviertel 18.11 und 18.12.

## Landtagswahl 2023
Zur Landtagswahl 2023 traten folgende Parteien und Direktkandidaten im Stimmkreis München-Mitte an und haben folgende Ergebnisse erzielt:
| Nr. | Direktkandidat        | Partei           | Erststimmen in % | Gesamtstimmen in % |
| --- | --------------------- | ---------------- | ---------------- | ------------------ |
| 1   | Susanne Hornberger    | CSU              | 17,4             | 17,7               |
| 2   | Ludwig Hartmann       | GRÜNE            | 44,6             | 44,0               |
| 3   | Richard Lettenmayer   | Freie Wähler     | 4,5              | 4,6                |
| 4   | Thomas Baack          | AfD              | 4,5              | 4,5                |
| 5   | Daniela Di Benedetto  | SPD              | 11,4             | 12,0               |
| 6   | Susanne Seehofer      | FDP              | 7,8              | 7,3                |
| 7   | Adelheid Rupp         | LINKE            | 3,2              | 3,1                |
| 8   | Julia Gebhard         | BP               | 0,3              | 0,3                |
| 9   | Klaus von Birgelen    | ÖDP              | 1,6              | 1,6                |
| 10  | Philipp Drabinski     | Die PARTEI       | 1,4              | 1,4                |
| 11  | Anita Wandinger-Nolen | Tierschutzpartei | 0,7              | 0,8                |
| 12  | Angelika Selbmann     | V-Partei³        | 0,2              | 0,2                |
| 13  | -                     | PdH              | -                | 0,2                |
| 14  | Tomas Langhorst       | dieBasis         | 0,6              | 0,6                |
| 15  | Javier Ortiz Barranco | Volt             | 1,8              | 1,8                |

## Landtagswahl 2018
Bei der Landtagswahl 2018 waren im Stimmkreis 88.768 Einwohner wahlberechtigt. Die Wahl hatte folgendes Ergebnis:
| Direktkandidat       | Partei               | Erststimmen in % | Gesamtstimmen in % |
| -------------------- | -------------------- | ---------------- | ------------------ |
| Ludwig Hartmann      | GRÜNE                | 44,0             | 42,5               |
| Hans Diogenes Theiss | CSU                  | 16,3             | 16,1               |
| Michael Ott          | SPD                  | 12,3             | 13,1               |
| Anke Pöhlmann        | FDP                  | 9,0              | 9,1                |
| Brigitte Wolf        | LINKE                | 6,7              | 6,9                |
| Ute Schiller-Schulze | Freie Wähler         | 4,0              | 4,0                |
| Bruno Fuchert        | AfD                  | 3,7              | 3,7                |
| Benjamin Zilker      | ÖDP                  | 1,6              | 1,6                |
| Claudia Stamm        | mut                  | 1,2              | 1,0                |
| Mario Schmidbauer    | BP                   | 0,8              | 0,7                |
| -                    | PIRATEN              | -                | 0,4                |
| -                    | Die PARTEI           | -                | 0,3                |
| -                    | Tierschutzpartei     | -                | 0,3                |
| Christine Rustler    | V-Partei³            | 0,3              | 0,3                |
| -                    | PdH                  | -                | 0,1                |
| -                    | Gesundheitsforschung | -                | 0,0                |
| -                    | LKR                  | -                | 0,0                |

Der neue Stimmkreis wird im Landtag durch den erstmals direkt gewählten Stimmkreisabgeordneten Ludwig Hartmann (Grüne) vertreten, der dem Parlament seit 2008 angehört. Die frühere Grünen-Abgeordnete Claudia Stamm, die für ihre neue Partei „mut“ antrat, scheiterte mit dieser an der 5%-Hürde und schied daher aus dem Landtag aus.

## Landtagswahl 2013 (umgerechnet)
Das Gebiet des Stimmkreises war zur Landtagswahl 2013 aufgeteilt auf die Stimmkreise München-Hadern, München-Bogenhausen, München-Giesing und München-Schwabing.
Umgerechnet auf den heutigen Stimmkreis München-Mitte hätte das Ergebnis der Landtagswahl 2013 so ausgesehen::
| Partei       | Erststimmen | Gesamtstimmen |
| ------------ | ----------- | ------------- |
| SPD          | 32,3 %      | 35,5 %        |
| CSU          | 24,8 %      | 24,9 %        |
| GRÜNE        | 22,4 %      | 20,5 %        |
| FDP          | 5,9 %       | 5,8 %         |
| FREIE WÄHLER | 4,4 %       | 3,9 %         |
| LINKE        | 3,4 %       | 3,2 %         |
| PIRATEN      | 2,9 %       | 2,7 %         |
| ÖDP          | 1,7 %       | 1,6 %         |
| BP           | 1,5 %       | 1,3 %         |
| Die Freiheit | 0,3 %       | 0,3 %         |
| REP          | 0,3 %       | 0,3 %         |
| BüSo         |             | 0,0 %         |